# Normanville (Sena Marítimo)
 Normanville  es una población y comuna francesa, en la región de Alta Normandía, departamento de Sena Marítimo, en el distrito de Le Havre y cantón de Fauville-en-Caux.

## Demografía
| 473 | 448 | 422 | 423 | 530 | 589 |
| Para los censos de 1962 a 1999 la población legal corresponde a la población sin duplicidades (Fuente: INSEE [Consultar]) |     |     |     |     |     |